# Syrphetodes dorsalis
Syrphetodes dorsalis es una especie de coleóptero de la familia Ulodidae.

## Distribución geográfica
Habita en Nueva Zelanda.